# 유키 모리
유키 모리는 일본의 바이올린 연주자, 지휘자, 음반 프로듀서, 작곡가이다.

## 학력 및 사사
- 줄리아드 음악 대학교
- 세계적인 바이올리니스트 야샤 하이페츠를 사사하였으며, 줄리어드 음대 장학생으로 입학하여 도로시 딜레이를 사사했다.

## 수상 경력
- 오스트레일리아에서 Scholarship Competition 1등,
- ASTRA Competition 1등

## 음악활동
- 뉴욕의 하이든-모차르트 오케스트라 수석을 역임
- 일본과 미국에서의 데뷔연주를 시작으로 일본 황실 연주, 그리고 타이완 순회 연주, 뉴욕, 플로리다 등 세계 여러 나라에서 연주회와 협연을 하고 있다.
- 그는 2001년에 일본의 앙상블 사쿠라로부터 작곡을 위촉 받아 일본 전통 노래에 기초한 곡을 작곡하면서 작곡가로서의 활동도 시작하였다. 이 곡은 2002년에 영국 런던의 Purcell Room과, 일본의 도쿄 분카카이칸에서 연주된 바 있다.
- LA Cross Roads Teacher of Excellence Award를 수상.
- KINHAVEN MUSIC FESTIVAL, VERMONT 음악감독 역임.
- 2009년 대종상 영화제에서 메트로폴리탄 심포니 오케스트라(Metropolitan Symphony Orchestra)를 지휘
- 현재 한국에서 후진양성과 활발한 연주활동을 하고있다.

## 교수 활동
- 캘리포니아 주립대 교수 역임
- 수원대 음대 교수 역임

## 관련 기사 및 데이터베이스
- 플레이디비
- 서울특별시 문화정보 네트워크 [깨진 링크(과거 내용 찾기)]
- 2009년 대종상 영화제 뉴스
- 박민정 개인홈페이지
- 박민정과 유키모리의 Happy Christmas [깨진 링크(과거 내용 찾기)]
- 주스음악사이트 [깨진 링크(과거 내용 찾기)]
- 바이올리니스트 박민정의 The Story Of Music-From Mystery To Comedy [깨진 링크(과거 내용 찾기)]
- 청소년을 위한 해설이 있는 음악회
- 어린이를 위한 클래식(금호아트홀)  보관됨 2014-07-14 - 웨이백 머신
- 크리스마스 액츄얼리 Christmas Actually
- "바이올리니스트 박민정의 Song & Dance"
- 매니아디비닷컴 [깨진 링크(과거 내용 찾기)]